# José María Soler y Díaz-Guijarro
José María Soler y Díaz-Guijarro (Madrid, 1905 - Madrid, 17 de julio de 1963) es un abogado español conocido por haber ejercido durante la última etapa de su vida como Primer Teniente Alcalde de Madrid. Destaca entre sus carrera haber dirigido las obras de la restauración de la Plaza Mayor de Madrid (Una de las lápidas centrales en la Plaza Mayor de Madrid, concretamente en la fachada de la Casa de la Panadería es un homenaje a su labor). Destaca entre sus méritos haber obtenido la Medalla de Oro de Madrid en el año 1963. La ciudad de Madrid el año de su muerte le dedica una Plaza: “Plaza de José María Soler”. Sustituye a la antigua Plaza de las Peonias y posteriormente es atribuida erróneamente al investigador José María Soler. Escribe el prólogo a un libro sobre las calles de Madrid titulado: Madrid y sus calles y colabora con José Manuel Miner Otamendi y dedica varias conferencias sobre temas de la historia urbana de Madrid. 